# دينغ دارلنج
جاي نوروود دارلينغ (بالإنجليزية: Jay Norwood Darling)‏ (21 أكتوبر 1876 - 12 فبراير 1962) يعرف أكثر باسم دينغ دارلينغ ولقد كان رسام كاريكاتير أمريكي ولقد فاز بجائزتين من جوائز بوليتزر.

## روابط خارجية
- دينغ دارلنج على موقع الموسوعة البريطانية (الإنجليزية)

- أعمال أو نبذة عن دينغ دارلنج على أرشيف الإنترنت
- السيرة الذاتية